# Campeonato Mundial de Voleibol Feminino Sub-18 de 1989

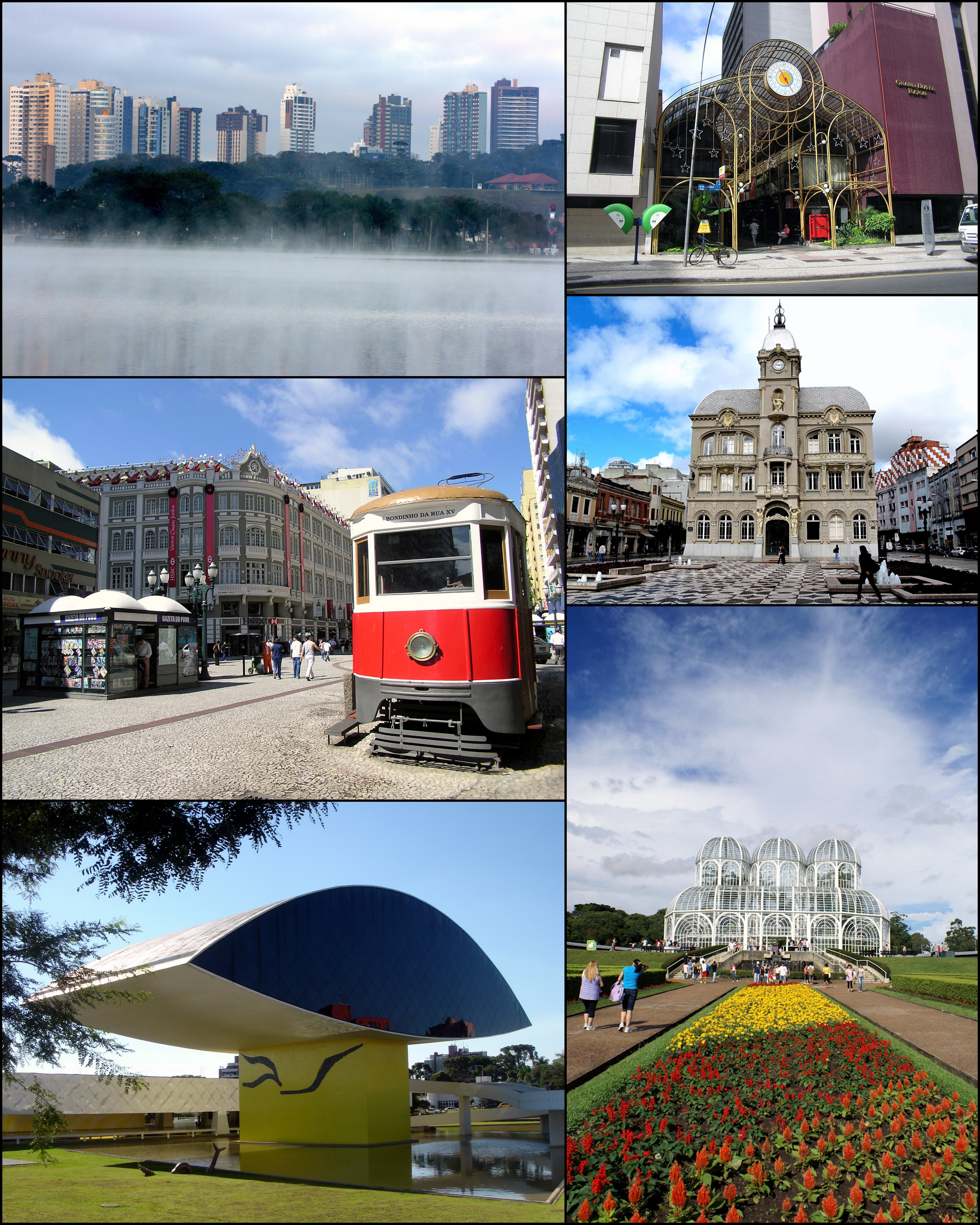
Curitiba é a sede inaugural do I Campeonato Mundial de Voleibol Feminino Sub-18

O primeiro Campeonato Mundial Sub-18 de Voleibol Feminino foi realizado em 1989, no estado do Paraná, no sul do Brasil. A sede principal foi a capital Curitiba (ginásio do Tarumã) e a sub-sede foi Foz do Iguaçu. O Brasil teve excelente participação no torneio e acabou conquistando a medalha de prata, em uma final disputada em cinco sets com a seleção da extinta União Soviética, que se sagrou campeã. O time soviético contava com duas atletas que já participavam da seleção adulta e sua média de altura bem superior (1,90m das soviéticas x 1,80m das brasileiras) ajudou bastante a frear o eficiente ataque brasileiro, que já havia derrotado norte-americanas, búlgaras, japonesas e coreanas ao longo do campeonato. Na disputa asiática pelo terceiro lugar, o Japão venceu a Coreia do Sul e conquistou a medalha de bronze. 
A seleção brasileira apresentou ao mundo naquele torneio a oposta Hilma Caldeira (que entrou para a seleção do campeonato) e a central Ana Paula Connelly, que, menos de três anos depois, já estariam defendendo o time adulto do Brasil nas Olimpíadas de Barcelona. Ambas participariam como titulares da primeira medalha olímpica do vôlei feminino brasileiro nos Jogos seguintes (bronze, em Atlanta, em 1996). 
Hilma, embora ainda com dezessete anos, já havia participado, no mesmo ano de 1989, do Campeonato Mundial Sub-20, realizado apenas meses antes no Peru. Naquele campeonato, a seleção brasileira conquistou a medalha de ouro (numa final de cinco sets contra Cuba, que contava com as espetaculares jogadoras Regla Bell e Magaly Carvajal, já atuantes pela seleção adulta de seu país), repetindo o feito de dois anos antes na Coreia do Sul. O time titular brasileiro nesse Mundial Sub-20 era composto, além das centrais Kerly e Fátima, pelas jogadoras Fernanda Venturini (estreando como levantadora), Márcia Fu, Ana Flávia e Filó, que também participariam, em 1996, da conquista do bronze olímpico em Atlanta. Outra grande jogadora brasileira, Virna Dias, havia sido reserva nesse Mundial Sub-20, ao lado de Hilma.
***Curiosidades:
*Um fato bastante curioso sobre o Mundial Sub-18 de 1989 foi a interrupção da transmissão televisiva pela Rede Bandeirantes durante o quinto set da final entre Brasil e União Soviética, em razão do horário eleitoral obrigatório que marcava a disputa entre os candidatos à Presidência da República, que foi vencida, naquele ano, por Fernando Collor de Melo. 
*Outra curiosidade foi a revelação da boa central brasileira Juliana, que, com 1,86m de altura, se destacou como bloqueadora durante todo o Campeonato, inclusive na final contra as soviéticas. Juliana chegou a defender a seleção brasileira adulta durante a Copa do Mundo do Japão de 1991, mas encerrou sua carreira de atleta precocemente. Ela era irmã da Miss Brasil Universo 1981 e Miss Brasil Mundo 1984, Adriana Alves de Oliveira, que, anos mais tarde, viria a se casar com o banqueiro ítalo-brasileiro Salvatore Cacciola.
*Dessa seleção do Mundial Sub-18 de 1989, a levantadora titular Marise e a central reserva Josiane também conseguiram se profissionalizar e chegaram a atuar por grandes clubes brasileiros, mas não tiveram oportunidade na seleção adulta. Outras jogadoras daquela seleção brasileira desapareceram do cenário esportivo logo cedo. 
*A cidade de Curitiba havia sediado, apenas alguns meses antes, o Campeonato Sul-americano Adulto de Voleibol Masculino e Feminino no mesmo ginásio do Tarumã. No naipe masculino, o Brasil, apesar da seleção bastante renovada, manteve sua hegemonia e derrotou a Argentina na partida final disputada em cinco sets. Já no feminino, apesar da chegada das campeãs mundiais juvenis de 1987 e 1989 (Ana Moser, Fernanda Venturini, Márcia Fu, dentre outras) e do retorno das estrelas Isabel e Vera Mossa à seleção, o Brasil perdeu a final por três sets a zero para o poderosíssimo time peruano. Na época, o Peru era uma das principais equipes do mundo e havia conquistado a medalha de prata nas Olimpíadas de Seul no ano anterior. As principais estrelas peruanas naquele Sul-americano foram a levantadora Rosa Garcia, as ponteiras Natália Málaga e Denisse Fajardo, e a central/oposta Gabriela Perez del Solar, eleita a MVP do torneio.